# Airbus Helicopters UH-72
Der UH-72 Lakota ist ein leichter zweimotoriger Mehrzweckhubschrauber von Airbus Helicopters. Die werksseitig als UH-145M bezeichnete Maschine stellt eine an militärische Erfordernisse angepasste Variante der EC 145 dar. Sie wird für Aufgaben in den Bereichen Krankentransport (MedEvac), Such- und Rettungsflüge (SAR) und für allgemeine Material- und Passagiertransporte eingesetzt.

## Geschichte
Im Jahr 2006 hatte EADS mit der UH-145 die Ausschreibung der United States Army und der Army National Guard für den neuen leichten Mehrzweckhubschrauber gewonnen. Die von den Streitkräften der Vereinigten Staaten als UH-72A Lakota bezeichnete Maschine löst den veralteten Mehrzweckhubschrauber Bell UH-1 Iroquois ab.
Anbieter der UH-72A als Hauptvertragspartner der US-Armee ist EADS North America Defense, eine Geschäftssparte von EADS North America, deren hundertprozentige Tochter American Eurocopter den Hubschrauber in Columbus (US-Bundesstaat Mississippi) herstellt. Neben anderen Ausrüstern sind u. a. diese Firmen als Partner des LUH-Programms beteiligt: Sikorsky für Logistik und Support, Westwind Technologies für Systemintegration und Ingenieursdienstleitungen sowie CAE (Kanada), die für den Cockpittrainer zuständig ist.
Es wurden zunächst 322 Exemplare bestellt. Die ersten Maschinen wurden in Deutschland hergestellt und in den Vereinigten Staaten endmontiert, bis die Produktionslinie im August 2007 vollständig für die Serienproduktion ausgebaut war. Der Stückpreis soll 5,57 Mio. US-Dollar betragen.

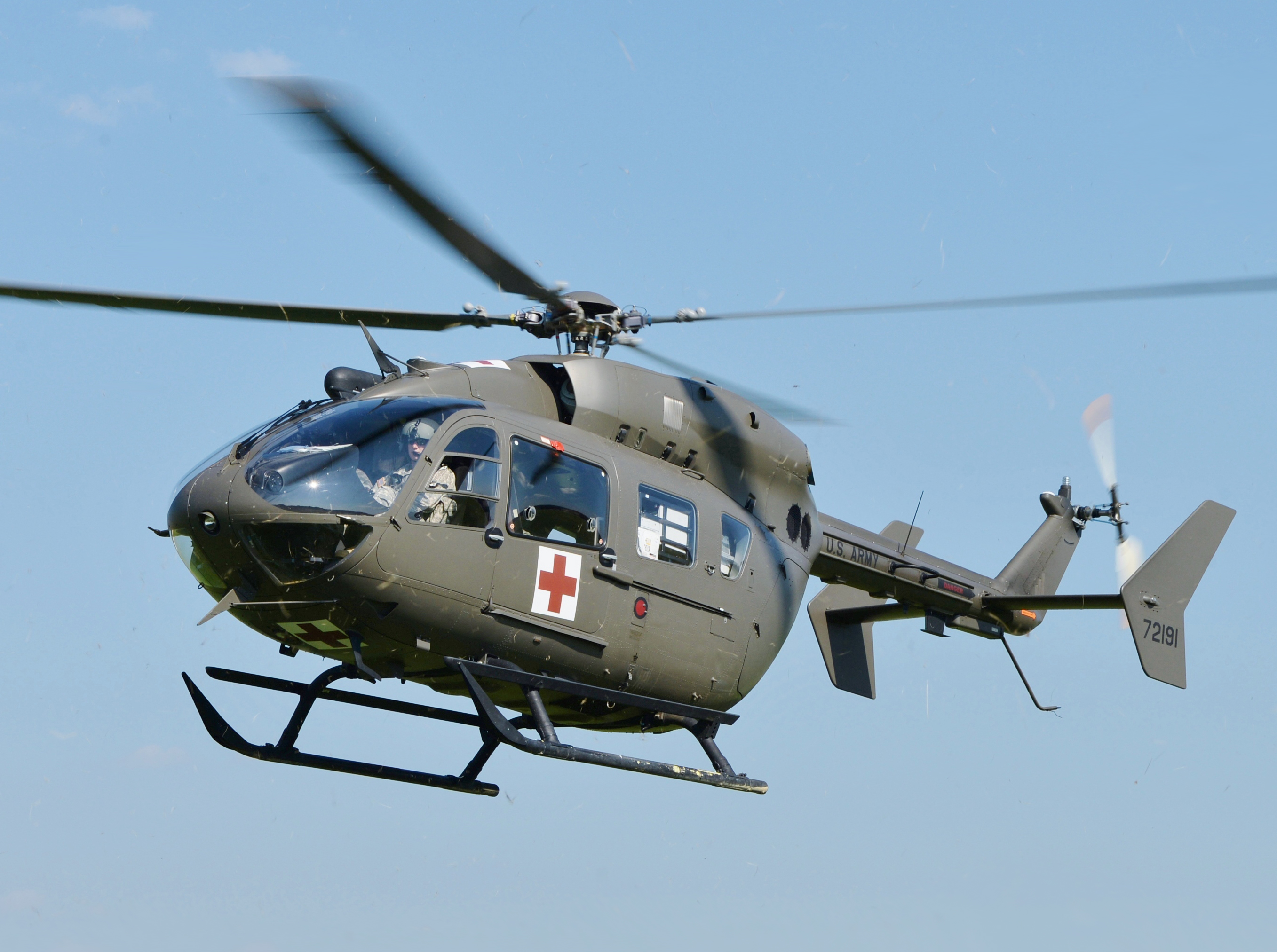
Ein UH-72A als medizinischer Rettungshubschrauber der Nebraska Army National Guard

Bei Testflügen der United States Army für Krankentransporte wurden im Innern des UH-72 zu hohe Temperaturen festgestellt. Zum Betrieb als Rettungshubschrauber mit zwei Krankentragen wurden deshalb Klimaanlagen eingebaut, die auch in der zivilen EC 145 benutzt werden. Patienten bzw. Verwundete werden durch die beiden Hecktüren in den Hubschrauber geladen. Zusätzlich wurde die Rettungsversion des UH-72 mit militärischen Funksystemen und zum Teil mit Fremdkörperabscheidern für die Lufteinläufe ausgestattet.
Fünf Maschinen mit der Bezeichnung H-72A im Auftragswert von 21,7 Mio. US-Dollar wurden darüber hinaus am 12. September 2008 von der United States Navy für ihre Testpilotenschule (United States Naval Test Pilot School) bestellt und sind bereits ausgeliefert. Sie ersetzten dort Hubschrauber, die von der United States Army ausgeliehen waren. Das erste Exemplar wurde am 12. November 2009 an die United States Navy ausgeliefert. Die H-72A unterscheidet sich von der UH-72A durch abwerfbare Türen, eine Faltvorrichtung für den Hauptrotor und ein Flugverkehrshinweissystem (traffic advisory system). Außerdem wurde ein Flugschreiber eingebaut.
Die ersten fünf Maschinen für die United States Army in Europa wurden im April 2010 auf der Ramstein Air Base an das TASM-E, 405th Army Field Support Brigade ausgeliefert.
Als Schulungsmaschine wurden im Jahr 2014 100 UH-72A für die United States Army nachbestellt. Im Jahr 2015 verlegte die United States Army über 50 Hubschrauber nach Fort Rucker, Alabama, um dort die Ausbildung auf diesem Muster vorzubereiten. Im Januar 2016 wurde bekannt, dass die United States Army Airbus Helicopters mit der Lieferung von zwölf weiteren Lakotas beauftragt hat. Die zusätzlichen Hubschrauber werden ebenfalls bei Airbus Helicopters Inc. in Columbus, Mississippi, wo bereits knapp 350 Hubschrauber dieses Typs montiert wurden, fertiggestellt und sollen ab August 2017 ausgeliefert werden. Zwei weitere Bestellungen über 35 und 16 UH-72A erteilten die USA im März 2018.
Im September 2021 wurde die erste UH-72B Lakota an die US Army ausgeliefert. Die größte und auch auffälligste Neuheit bei der UH-72B Variante ist der ummantelte Heckrotor.

## Varianten
- UH-72A, Basisversion
- UH-72B, Version mit fünfblättrigem Hauptrotor[12], stärkeren Triebwerken, geändertem Heckrotor, verbesserter Flugsteuerung sowie neuer Avioniksuite[13]

## Militärische Nutzer
Thailand
Royal Thai Army: 6 UH-72A (9 weitere geplant)
 Vereinigte Staaten
United States Army/Army National Guard: 480, 463 UH-72A (im Zulauf bis 2022), 17 UH-72B (Zulauf seit 2021)
United States Navy: 5 H-72A

## Technische Daten

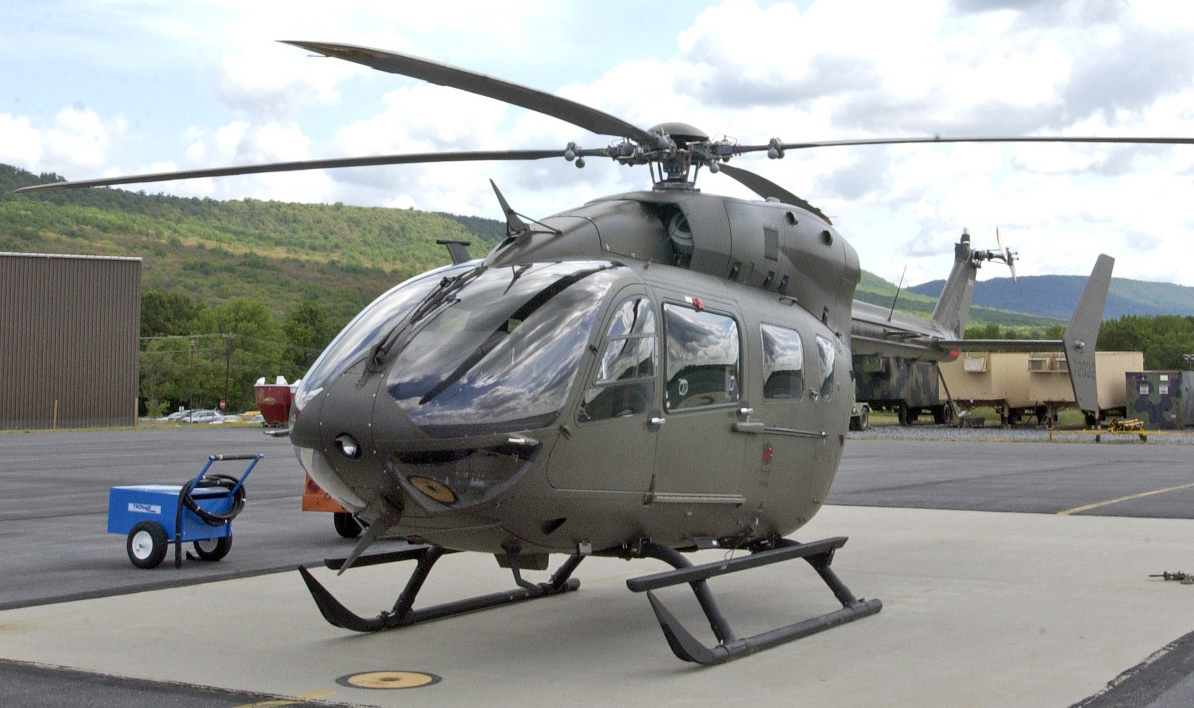
UH-72A als Schulungshubschrauber der Nationalgarde der Vereinigten Staaten.

| Kenngröße              | Daten                 | UH-72A |
| ---------------------- | --------------------- | --- |
| Abmessungen            | Länge über alles      | 12,98 m |
| Abmessungen            | Rumpflänge            | 10,16 m |
| Abmessungen            | Rotordurchmesser      | 11,00 m |
| Abmessungen            | Heckrotordurchmesser  | 1,96 m |
| Abmessungen            | Höhe                  | 3,42 m |
| Abmessungen            | Breite                | 3,12 m (Rumpf: 1,85 m)                                                                                                   |
| Abmessungen            | Kabine (L × B × H)    | 3,12 × 1,70 × 1,27 m |
| Antrieb und Leistungen | Triebwerke            | 2 × Turboméca Arriel 1E2 mit je 550 kW                                                                                   |
| Antrieb und Leistungen | Höchstgeschwindigkeit | 268 km/h |
| Antrieb und Leistungen | Reisegeschwindigkeit  | ~240 km/h |
| Antrieb und Leistungen | max. Reichweite       | 685 km ohne Reserve |
| Antrieb und Leistungen | Schwebeflug           | 3445 / 2745 m (mit/ohne Bodeneffekt)                                                                                     |
| Antrieb und Leistungen | Dienstgipfelhöhe      | 5240 m |
| Antrieb und Leistungen | Steigrate             | 8,1 m/s |
| Massen                 | max. Startmasse       | 3585 kg |
| Massen                 | Leermasse             | ~1800 kg |
| Massen                 | Nutzlast              | 6 Personen oder bis zu 1793 kg (einschließlich Pilot 80 kg und Treibstoff) oder max. 1500 kg Außenlast (an Winde 270 kg) |
| Bewaffnung             | Bewaffnung            | 4 Raketen (militärische Version)                                                                                         |